# 핀란드 U-17 축구 국가대표팀
핀란드 U-17 축구 국가대표팀(핀란드어: Suomen alle 17-vuotiaiden jalkapallomaajoukkue)은 핀란드를 대표하는 17세 이하의 축구 국가대표팀으로, 핀란드의 축구 관리 기관인 핀란드 축구 협회의 관리를 받는다. 2003년 FIFA U-17 월드컵과 2002년 UEFA U-17 축구 선수권 대회에 참가했었다.